# Dictyoglomus thermophilum
Dictyoglomus thermophilum — єдиний вид бактерій типу (відділу) Dictyoglomi. Цей організм — надзвичайний термофіл, що означає, що він росте при надзвичайно високих температурах. Це хемоорганотроф, тобто він отримує енергію засвоєнням органічних молекул. Цей організм представляє інтерес, тому що він містить дуже ефективний фермент, ксіланазу, перероблює ксілан, геторополімер пентозного цукру ксілози. Обробляючи деревину цим ферментом, виробники паперу можуть досягти високого рівню білизни без використання значної кількості хлоридних відбілювачів.